# 真空フランジ
真空フランジ（しんくうフランジ）は、真空装置で真空チャンバーと真空ポンプや真空部品を接続するためのシール機能を持った接合するための真空部品である。材質は主に真空用材料から選定される。

## 真空フランジのシール方法の種類
真空フランジはそのシール方法によっていくつかの種類がある。

### メタルシール
メタルシールによる真空フランジは主に2種類ある。

#### キャプチャリングシール

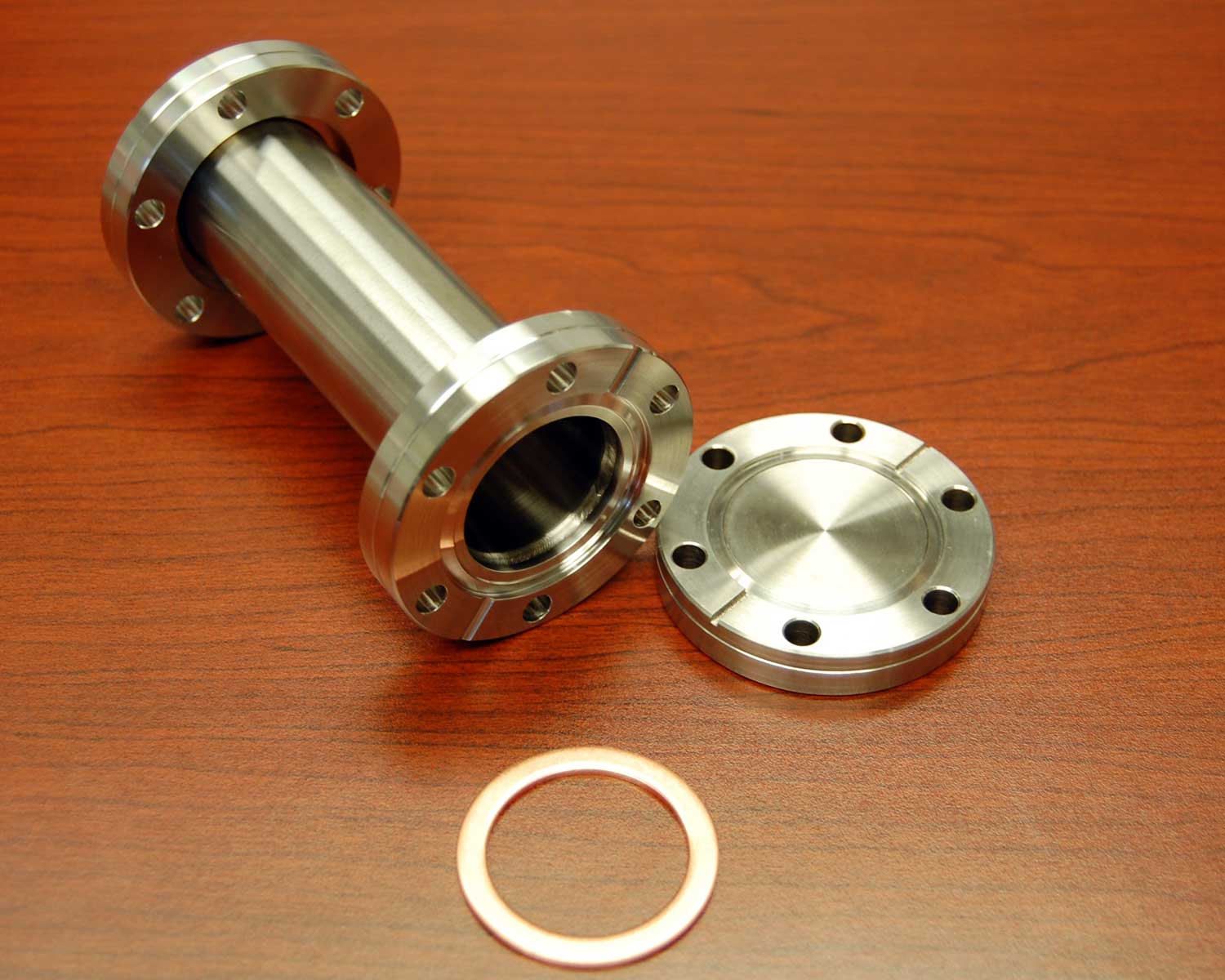
CF (ConFlat) フランジ、銅ガスケット

キャプチャリングシールは断面が長方形のリングである無酸素銅やアルミのガスケットをエッジの付いた特定形状の真空フランジである。ガスケットを挟み込み変形により閉じ込める（キャプチャリング）ことによりシールを行う。キャプチャリングシールは長時間の締め付けやベーキングの繰り返しによる塑性変形によるリークを起こさない優秀なシールである。
Varian社が開発しConFlatフランジとして売り出された。現在でも多くの真空装置で使用され特に超高真空領域まで排気を必要とする真空チャンバーのシール部分には多く使用される。

#### メタルOリング
メタルOリングとは金属Oリングを使用するシール方法である。内部にコイルスプリングを用いたヘリコフレックス構造や中空構造になっている中空メタルOリングを使用したシールや金線やアルミ線を用いたシールがある。キャプチャリングシールに比べると形状の自由度が高く、大型化しても作成は容易である。また、溝形状次第ではエラストマーシールに代替することも可能である。

### エラストマーシール
エラストマーシールとはエラストマー（ゴム状材料）を使用したシール方法である。主に断面が丸型であることからOリングと呼ばれるガスケットを使用することが一般的である。シール方法はOリングを一定の割合の寸法で挟み込むことによるひずみを生じさせエラストマーの反発力によりシールを行う。フランジ形状により何種類かがある。
また、形状は主にJISに規定されている。

#### 溝形状
使用するOリングを一定量つぶせる溝をフランジに形成している。相手側のフランジはフラットになっており、つぶし量を管理する。形状の自由度は高い。

#### クランプフランジ

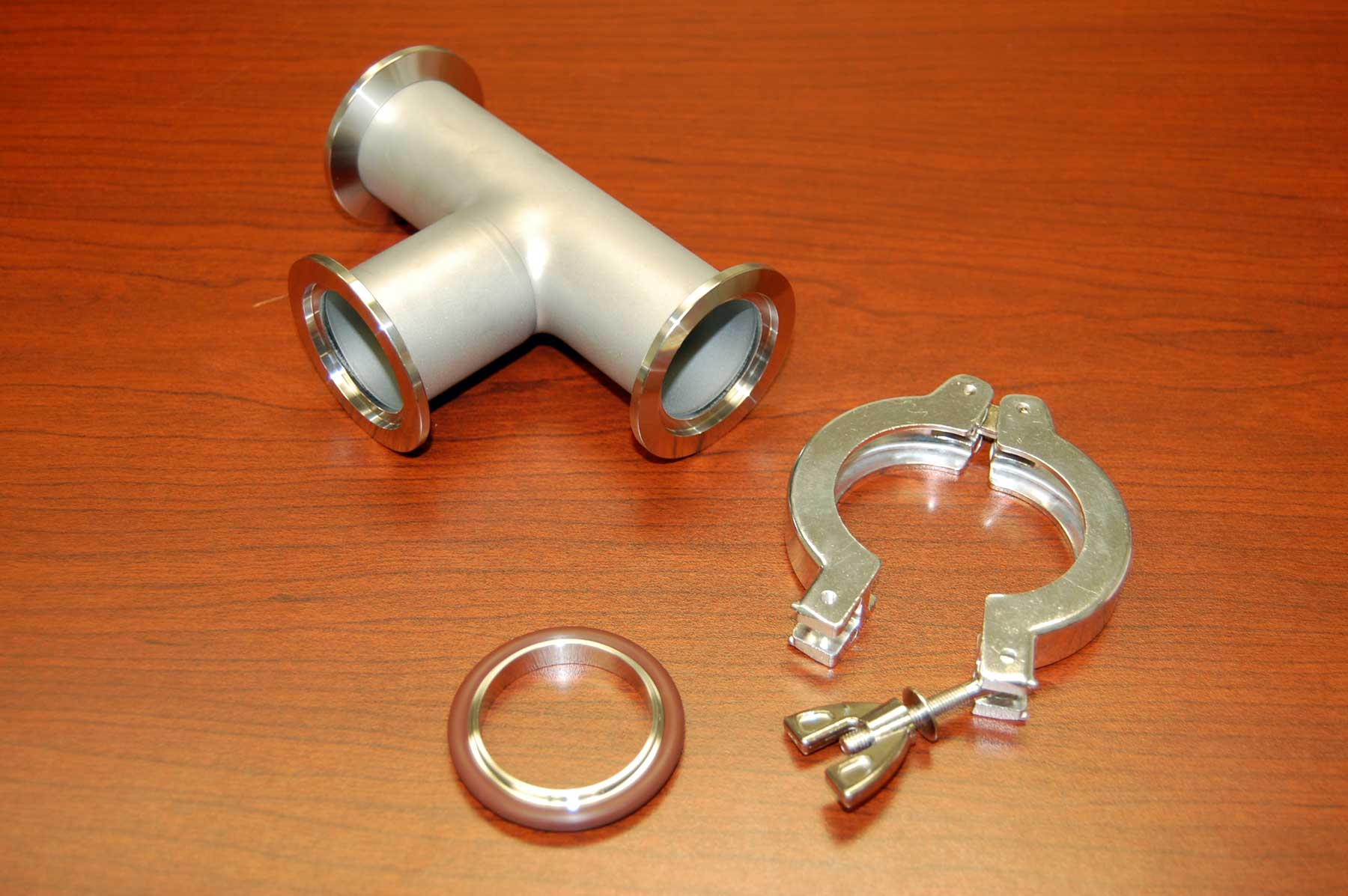
KF-25フランジ、Oリング＋サポートリング、クランプ

同じ形状のテーパを持つフランジの間にサポートリング（センターリング）によりサポートされるOリングを間に入れクランプにより挟むことにより固定とシールを行う。つぶし量はサポートリングとフランジ形状により管理される。真空フランジの結合方法としては非常に短時間で結合することができる接合方法である。

#### カラー付き
フランジ形状は対称形状であり、間に入るOリングにはサポートリング（カラー）を装着することによりつぶし量を管理する。接合方法はボルトやクローで行うなどの種類がある。